# La Jaudonnière
La Jaudonnière – miejscowość i gmina we Francji, w regionie Kraj Loary, w departamencie Wandea.
Według danych na rok 1990 gminę zamieszkiwało 516 osób, a gęstość zaludnienia wynosiła 62 osób/km² (wśród 1504 gmin Kraju Loary La Jaudonnière plasuje się na 833. miejscu pod względem liczby ludności, natomiast pod względem powierzchni na miejscu 1075.).